# Kızıltepe
Kızıltepe (تل أرمن 'Tell Armen' en arabe ; Qoser en kurde) est une ville de Turquie qui comptait 125 455 habitants en 2008. Cette ville faisait partie de la Syrie jusqu'au Traité de Lausanne où elle fut cédée à la Turquie par les Alliés de la Première Guerre mondiale.